# Hugo Mackern
Hugo Mackern (1908 - 27 de abril de 1998) fue un periodista argentino especializado en rugby. Se destacó como redactor de la revista deportiva El Gráfico de Buenos Aires, a mediados del siglo XX.

## Trayectoria
Descubierta su vocación periodística mientras estudiaba en el Nacional Buenos Aires y escribía en el diario El Standard, pronto pudo Mackern compartir su incipiente oficio con su pasión por el rugby, heredada de su padre, presidente de la River Plate Rugby League (hoy UAR). Tuvo la oportunidad en 1931 de firmar su primera crónica en El Gráfico, medio con el que estuvo ligado por 50 años. Desde ese espacio defendió el espíritu del deporte, comprendido por su función de jugador de Buenos Aires Crickett & Rugby, árbitro y dirigente de la UAR, donde aportó sus conocimientos como abogado.
Su constante presencia en los touchs no podía faltar en el hito del rugby nacional. Y allí, en la Sudáfrica de los Juniors Springboks, estuvo Free Lance. Porque en 1965 Carlos Fontanarrosa lo designó como el primer enviado especial que siguió a un equipo argentino en gira y fueron sus palabras -bajó el título El día que daba miedo mirar las tribunas- las que emocionaron a quienes no vivieron en la cancha ese triunfo en el nacimiento de los Pumas.

## Vida personal
Soltero por decisión, ese 19 de junio en el que cubrió la nota que siempre soñó juntó a los jugadores para decirles: "No tuve hijos, pero de haberlos tenidos me hubiese gustado que fueran como ustedes". Desde ese momento, los Pumas del 65 lo adoptaron como un padre y no hubo reunión de esa camada en la que faltase Mackern.

## Seudónimo
Mackern firmaba sus artículos en El Gráfico con el seudónimo «Free-Lance». Desde 1931 y durante décadas fue la pluma especializada en rugby de la revista de deportes más importante de Argentina. Nicanor González del Solar, exjugador de la selección de rugby de Argentina, lo sustituyó en los años 1980.